# Парк 3 Февраля
Парк 3 Февраля (исп. Parque Tres de Febrero), известный среди местных жителей также как Палермские леса (исп. Bosques de Palermo) — парк в Буэнос-Айресе, расположенный в районе Палермо, между улицами Авенида дель Либертадор и Авенида Фигероа Алькорта.

## История
Парк получил своё название в честь победы объединённой бразильско-аргентинско-уругвайской армии над главой Аргентинской конфедерации губернатором Росасом в произошедшем 3 февраля 1852 года сражении при Касеросе, завершившим Лаплатскую войну. Работа по созданию парка началась 1874 году по инициативе президента Аргентины Доминго Сармьенто, участвовавшего в событиях 1852 года, а также его политического соратника конгрессмена Висенте Фиделя Лопеса.
Проект будущего парка разработали инженер польского происхождения Йордан Чеслав Высоцкий и архитектор Хулио (Жюль) Дормаль, переехавший в Аргентину из Бельгии. Торжественное открытие парка состоялось 11 ноября 1875. Изначально задуманный как загородный парк, благодаря бурному экономическому росту Буэноса-Айреса, уже в 1888 году, парк 3 Февраля оказался в черте города. В 1898—1912 годах франко-аргентинский ландшафтный архитектор Карлос Таис (Шарль Таи) провел большую работу по расширению и облагораживанию парка 3 Февраля. По его проекту на территории парка были построены зоопарк, ботанический сад, розовый сад и другие сооружения. В XX-ом веке на территории парка появились планетарий имени Галилео Галилея, многочисленный скульптуры, а также крупнейший в мире за пределами Японии японский сад.
Ежедневно парк посещают жители города и туристы, в особенности посещаемость парка возрастает на выходных. На территории парка находятся три искусственных озера, на которых для посетителей организована возможность катания на лодках. Невдалеке от одного из озёр расположена так называемая площадь поэтов, украшенная каменными и бронзовыми бюстами известных поэтов и писателей, в том числе Уильяма Шекспира, Хорхе Луиса Борхеса и Луиджи Пиранделло.

## Галерея

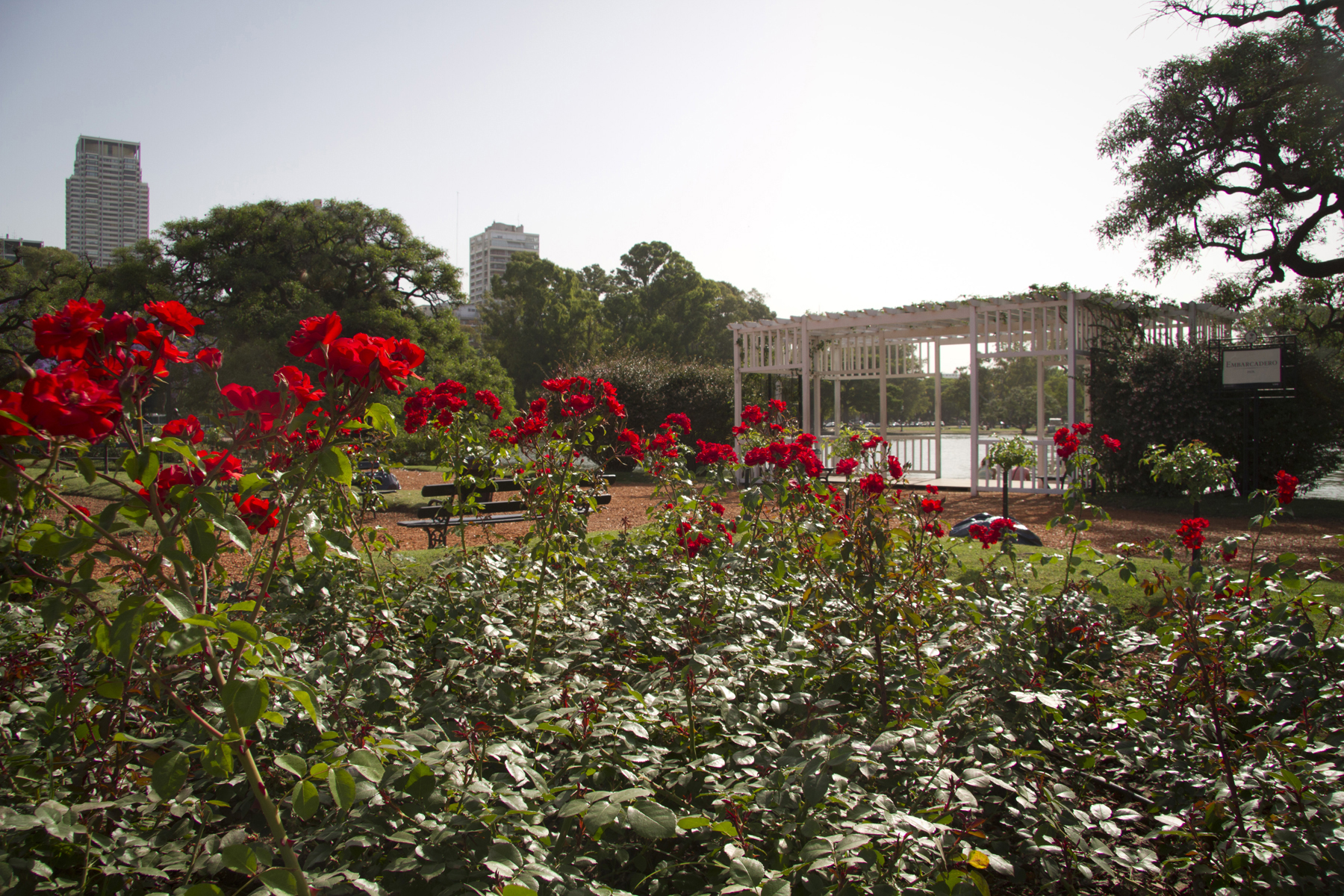
Розовый сад
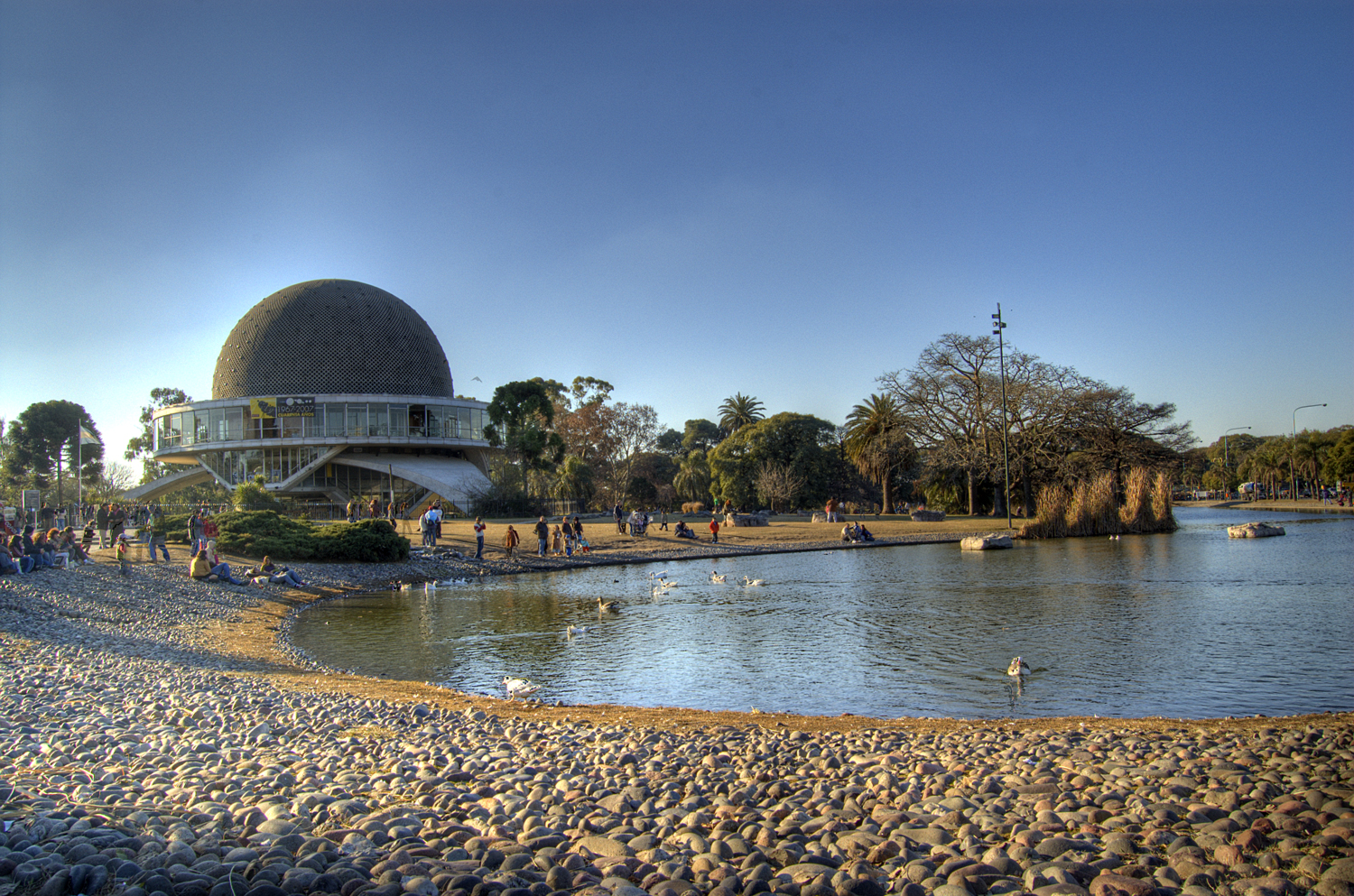
Планетарий Галилео Галилей
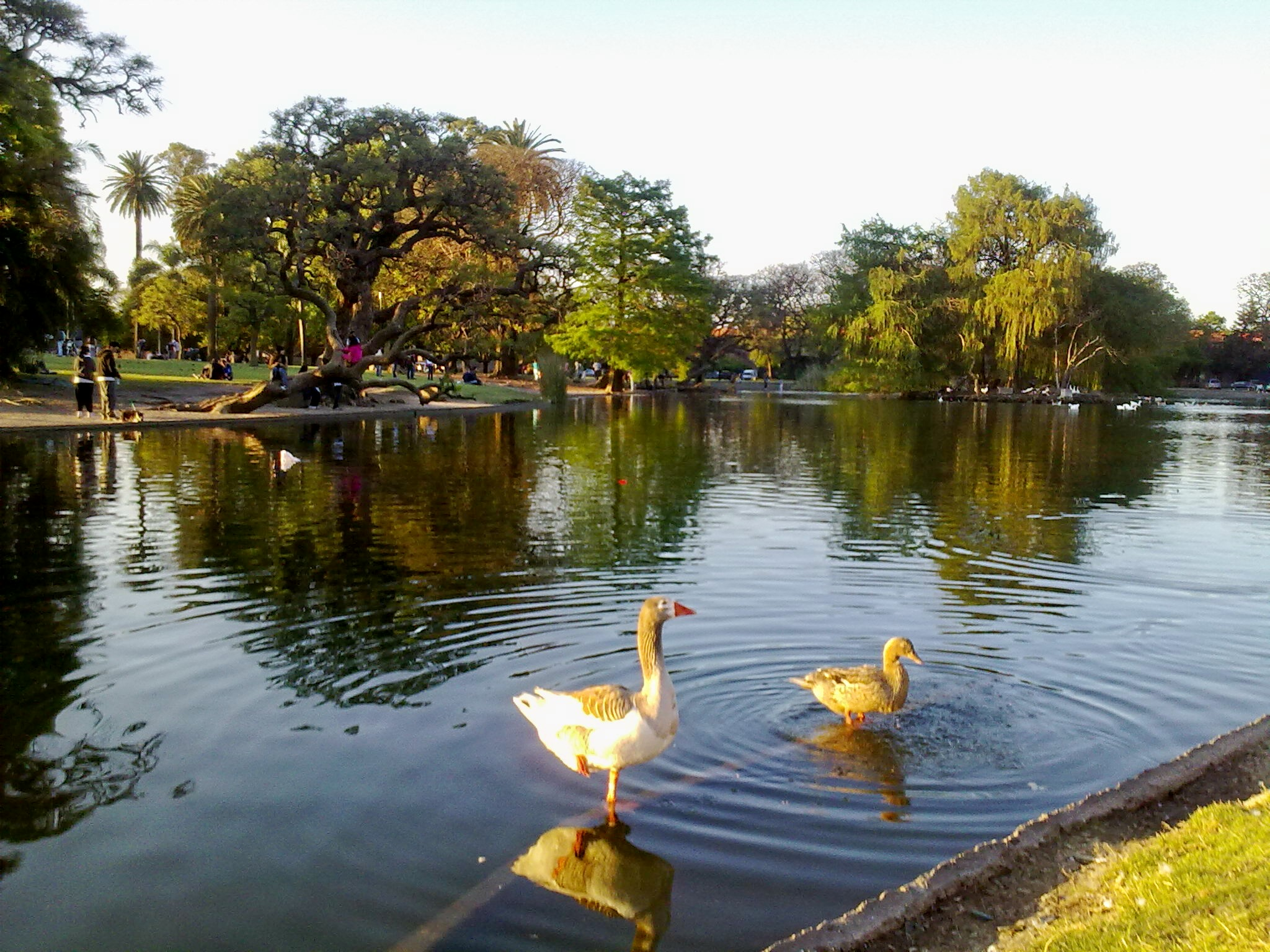
Искусственное озеро
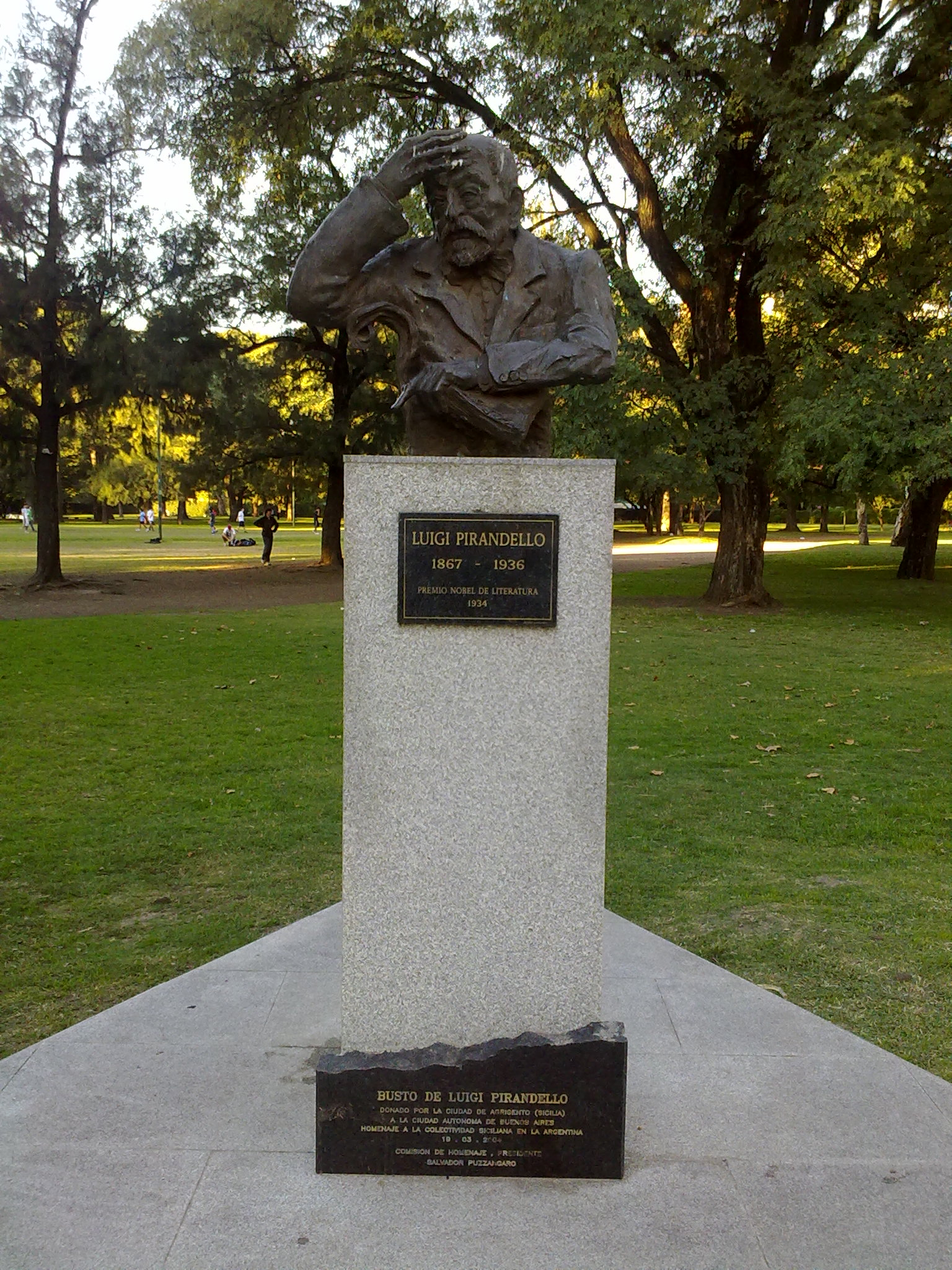
Бюст Луиджи Пиранделло на площади поэтов
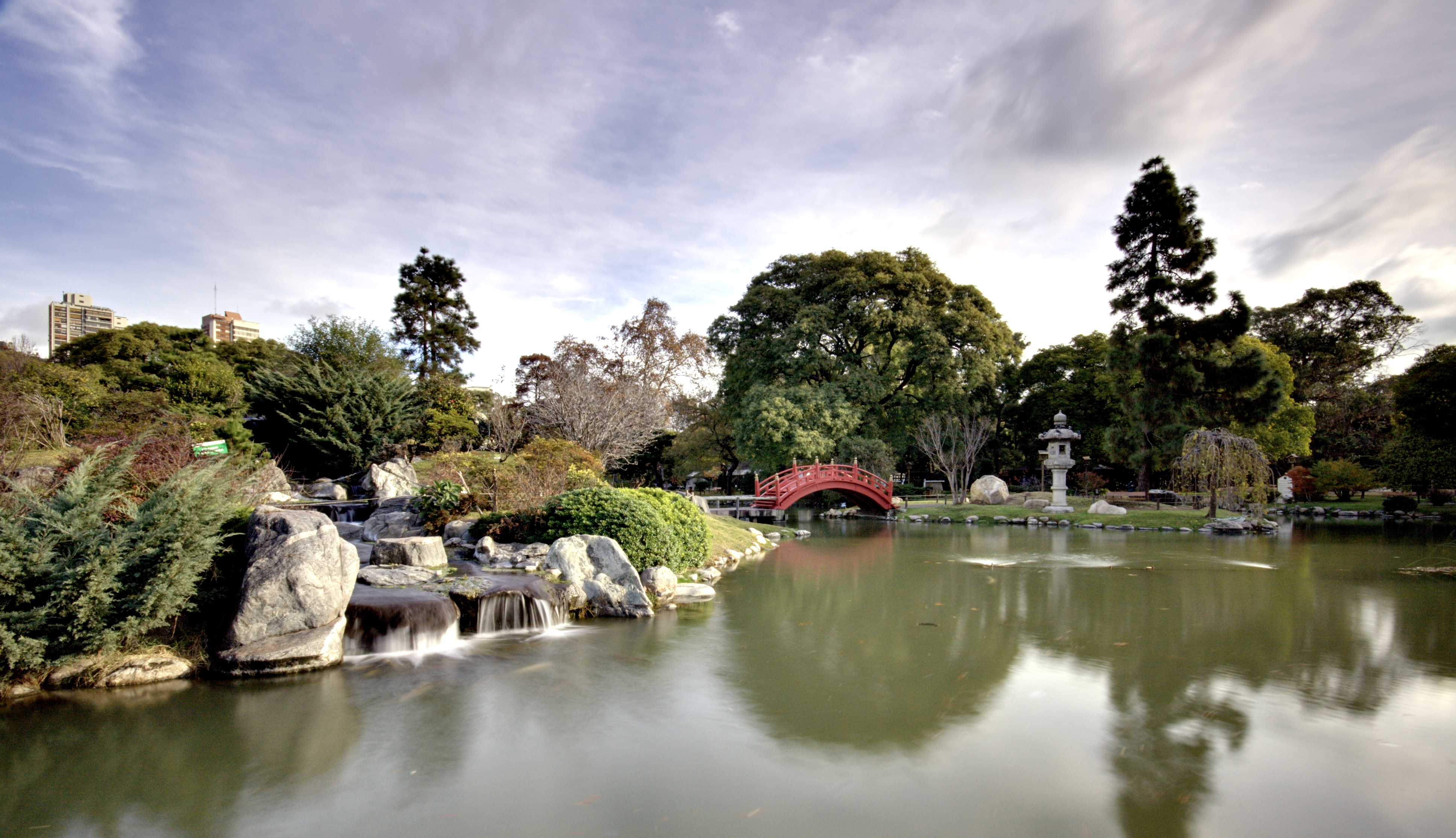
Японский сад
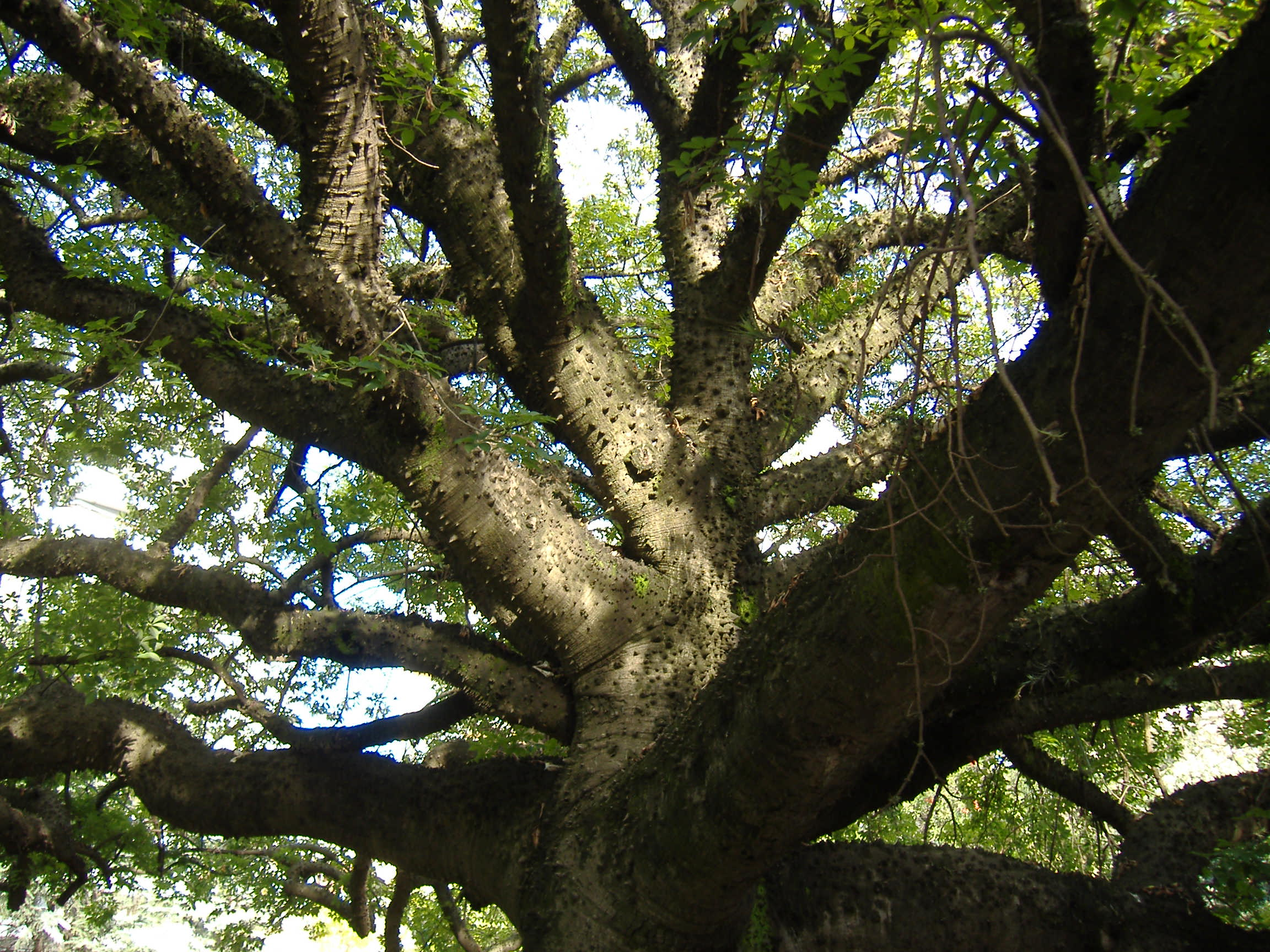
Ceiba speciosa в ботаническом саду
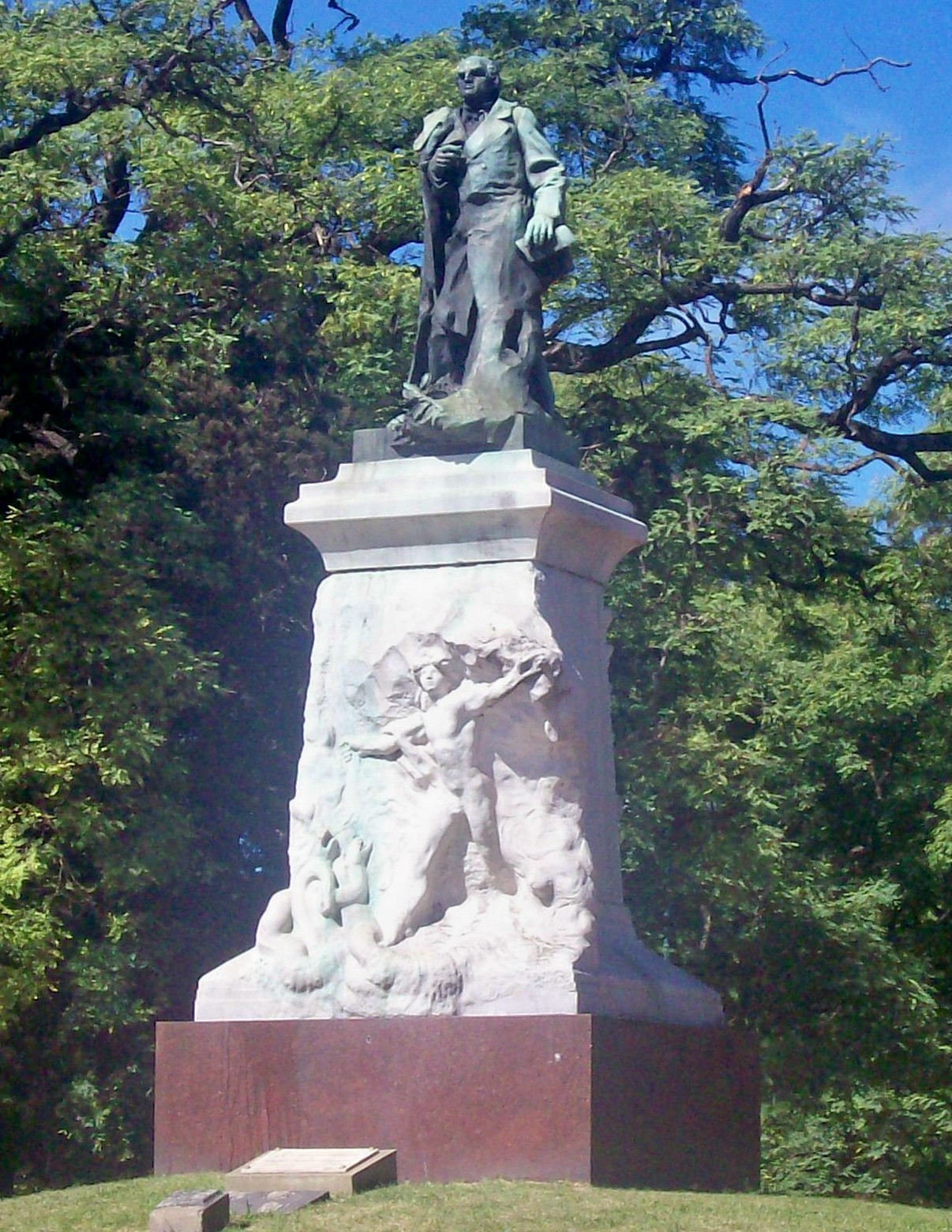
Статуя Доминго Сармьенто работы Огюста Родена
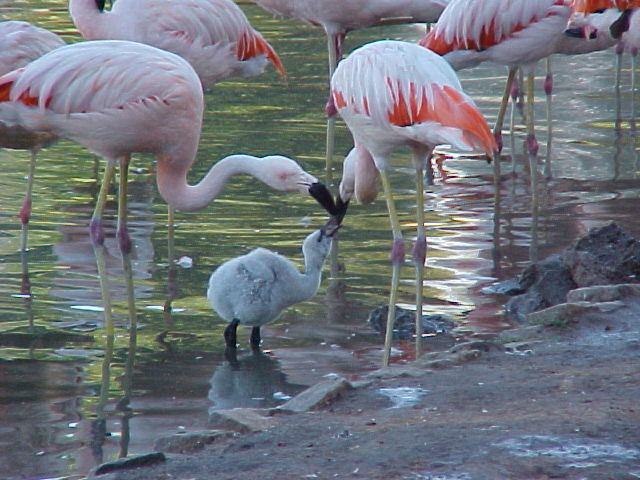
Фламинго в Буэнос-Айресском зоопарке